# Сигма (буква)
Σ, σ, ς (название: си́гма, греч. σίγμα, др.-греч. σῖγμα) — 18-я буква греческого алфавита. В системе греческой алфавитной записи чисел имеет числовое значение 200. Происходит от финикийской буквы 𐤔 — син. От буквы «сигма» произошли латинская буква S, кириллическая С и некоторые другие, в том числе косвенным образом и кириллическая буква зело (Ѕ, в книгах печаталась следующим образом: ). В греческом языке сигма передаёт звук [s].
Строчное начертание сигмы двояко: в начале и середине слов пишется σ, в конце же ς. В некоторых книгах, особенно при издании папирусных фрагментов (где неясно, конец ли слова перед нами) вместо знаков Σ, σ, ς используется единое с-образное начертание буквы, так называемая «sigma lunatum», то есть «лунообразная сигма» (Ϲ, ϲ).
Финальную строчную сигму (ς) часто путают со строчной дзетой (ζ) (которая в конце слов практически не встречается) и со стигмой (Ϛ, ϛ), ныне употребляемой исключительно для обозначения числа 6.

## Обозначения
Прописная буква Σ обозначает:
- в математике — сумму;
  - F-сигма-множество
- в физике — сигма-гипероны, один из видов элементарных частиц.

Строчная σ обозначает:
- в теории вероятностей и математической статистике — среднеквадратическое отклонение (квадратный корень из дисперсии);
- в теории чисел — функцию суммы делителей числа ({\displaystyle \sigma (n)});
- сигма-алгебру — алгебру множеств, замкнутую относительно счётных объединений, использующуюся для ключевых определений теории меры и теории вероятностей;
- в физике — удельную проводимость, тензор напряжений, коэффициент поверхностного натяжения, механическое напряжение, постоянную Стефана — Больцмана, поверхностную плотность электрического заряда;
- в химии — сигма-связь — один из видов ковалентной связи и реакционную константу в уравнении Гаммета;
- в электронике существует Сигма-дельта-модуляция.
- в квантовой механике — матрицы Паули.

С названием этой греческой буквы лишь опосредованно связаны названия сигмовидной кишки, а также графиков некоторых математических функций (сигмоиды): по форме они напоминают латинскую букву S.

Флаг парафашистской партии бразильских интегралистов